# Afidicolina
La afidicolina es un antibiótico tetracíclico diterpénico con actividad antiviral y antimicótica. Es un inhibidor reversible de la replicación del ADN nuclear eucariótico. Bloquea el proceso de replicación en el inicio de la fase S. Su mecanismo incluye la inhibición de las polimerasas α, δ y ε. No afecta al proceso de transcripción ni de traducción. Es un inductor de apoptosis en células HeLa.